# Crunch (guitare électrique)
Pour les articles homonymes, voir Crunch.
Crunch (de l'anglais crunch, littéralement « croustillant ») est un niveau de saturation appliqué sur les guitares électriques, entre le son clair et la franche distorsion.

## Définition
Le crunch n'est pas un effet en soi, il s'agit juste d'un certain niveau de saturation. Il est généralement produit par un amplificateur pour guitare électrique (généralement à lampes). Certaines pédales d'effet peuvent imiter cette saturation, en particulier les pédales d'overdrive.